# Cestrum moaense
Cestrum moaense là loài thực vật có hoa trong họ Cà. Loài này được Borhidi & O.Muñiz mô tả khoa học đầu tiên năm 1976 publ. 1977.